# Maharani Raj Rajeshwari Devi

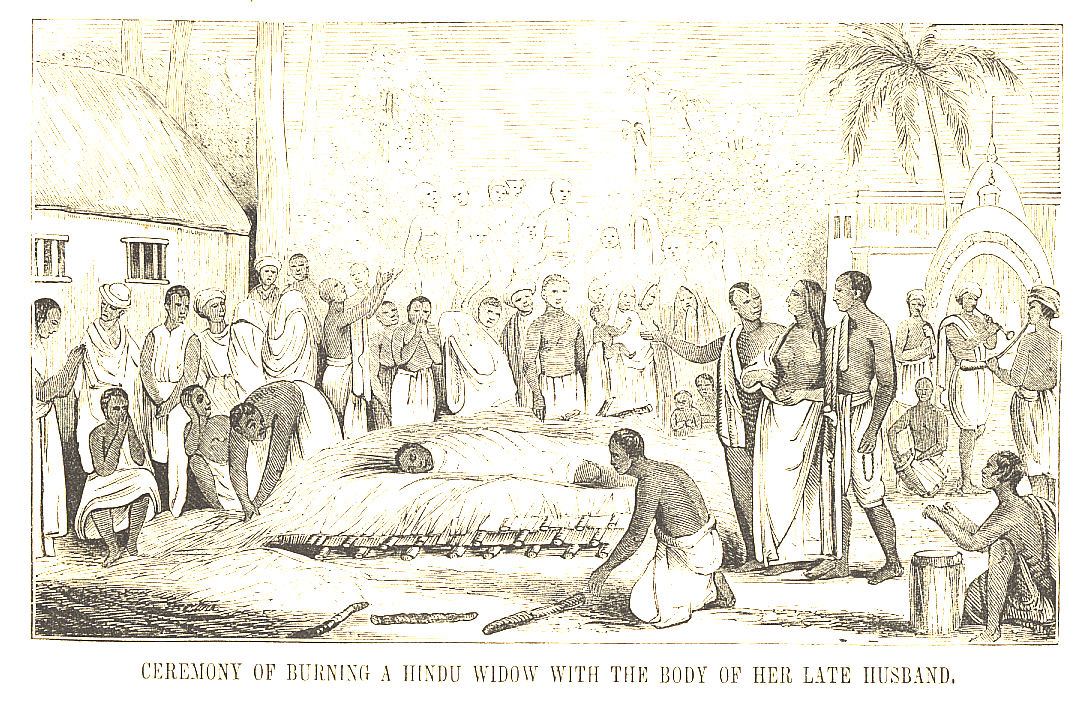
Änkebränning

Maharani Raj Rajeshwari Devi, död 5 maj 1806, var en drottning av Nepal. Hon var Nepals regent som förmyndare för sin son två gånger: från 1799 till 1800, och från 1802 till 1804.  Hon var gift med kung Rana Bahadur Shah och mor till kung Girvan Yuddha Bikram Shah Deva. Hon var barnbarnsbarn till Sri Sri Sri Raja Shiva Shah, Raja av Gulmi.

## Biografi
Maharani Raj Rajeshwari Devi blev Nepals regent i sin omyndige sons ställe då hennes man abdikerade år 1799 och lämnade landet för att bli en sanyasi. Hon regerade tillsammans med två av hennes mans andra hustrur, Sri Maharani Subarna Prabha Devi och Maharani Lalit Tipura Sundari Devi. Hennes första regeringstid avslutades 1800. 
År 1802 återtog hon makten. Hennes andra regeringstid avslutades 1804, när hennes man återvände till tronen. År 1806 blev hennes man avsatt och mördad av sin bror, och tio dagar senare, den 5 maj, blev hon på order av Bhimsen Thapa, i sin egenskap av hinduisk änka, avrättad genom suttee och bränd levande vid Salinadifloden vid Sankhu. 
Hennes mans andra hustrur, Maharani Subarna Prabha Devi och Maharani Lalit Tipura Sundari Devi, blev dock inte avrättade, trots att även de var änkor efter samma man, utan återinsattes som regenter.